# ディーテラー
ディーテラー株式会社（英：DeeTeller, Inc.）は、デジタルマーケティングコンサルティングの企業。広瀬信輔が2017年に創業。デジタルマーケティング領域のコンサルティング及びアウトソーシングサービスを展開する。

## 概要
| 社名       | ディーテラー株式会社（英文社名：DeeTeller, Inc.） |
| 設立       | 2017年7月4日                                      |
| 資本金     | 7,400,000円                                       |
| 本社所在地 | 〒105-0013 東京都港区浜松町2-2-15                 |
| 代表者     | 広瀬 信輔                                         |

## 主な活動
- デジタルマーケティングコンサルティング及びアウトソーシング事業
- トレーディングデスク事業
- プロダクト開発コンサルティング事業
- オウンドメディアの企画、制作
- ランディングページ・バナーの企画、制作
- Digital Marketing Labの運営